# Источна Екваторија
Источна Екваторија (енгл. Eastern Equatoria и арап. شرق الاستوائية) била је један од три вилајета у регији Екваторија у Јужном Судану, а након 2011. и независности Јужног Судана држава.
Источна Екваторија престала је да постоји 2015, када је Јужни Судан подељен на 28 нових држава.

## Одлике
Налазила се у источном делу регије Екваторија на граници са Угандом, Кенијом и Етиопијом. Захватала је површину од 82.542 км², на којој је живело око 225.000 становника. Просечна густина насељености била је 3 стан./км². Главни град Источне Екваторије био је Торит.

## Подела
Источна Екваторија била је подељена на осам округа:
- Торит
- Лафон
- Магви
- Икотос
- Буди
- Северна Капоета
- Јужна Капоета
- Источна Капоета